# Aphodius rugosiceps
Aphodius rugosiceps là một loài bọ cánh cứng trong họ Scarabaeidae. Loài này được Harold miêu tả khoa học năm 1859.